# Cours Florent
De Cours Florent is een Franse theateracademie in Parijs, opgericht in 1967 door François Florent. Ze is vooral bekend om haar classe libre (vrije lessen).
De school ligt in het 19e arrondissement van Parijs: rue Archereau, rue Mathis en avenue Jean-Jaurès. De Cours Florent beheert ook het Théâtre du Marais in het 3e arrondissement van Parijs.

## Opleidingen
De Cours Florent is een van Frankrijks meest prestigieuze theateracademies. De opleidingen zijn toegankelijk vanaf zeven jaar en bieden zowel lessen voor jongeren als een driejarige acteeropleiding. Er wordt ook een speciale cursus gegeven om de studenten klaar te stomen voor de ingangsproeven van het prestigieuze Conservatoire national supérieur d'art dramatique (CNSAD) in Parijs, alsook voor het
École nationale supérieure des arts et techniques du théâtre (ENSATT) in Lyon en het École supérieure d'art dramatique van het Théâtre National de Strasbourg. Maar de Cours Florent is vooral bekend door haar classe libre (vrije lessen), gevolgd door vele Franse acteurs en actrices. De lessen worden gegeven door onder anderen Francis Huster, Jean-Pierre Garnier, Hervé Falloux en Antonia Malinova.

## Bekende alumni
Verschillende bekende acteurs en actrices hebben doorheen de jaren een opleiding aan de Cours Florent gevolgd. Hieronder volgt een selectie:
- Isabelle Adjani
- Yvan Attal
- Daniel Auteuil
- Édouard Baer
- Jeanne Balibar
- Dominique Blanc
- Valérie Bonneton
- Guillaume Canet
- Isabelle Carré
- Jil Caplan
- Nicolas Cazalé
- Anne Consigny
- Clotilde Courau
- Jean-Pierre Darroussin
- Marie de Villepin
- Emmanuelle Devos
- Vincent Elbaz
- Gad Elmaleh
- Mylène Farmer
- Stéphane Freiss
- Thierry Frémont
- José Garcia
- Olivier Gourmet
- Eva Green
- Marina Hands
- Francis Huster
- Agnès Jaoui
- Diane Kruger
- Samuel Le Bihan
- Gilles Lellouche
- Vincent Lindon
- Sophie Marceau
- Thierry Mugler
- Cristiana Reali
- Muriel Robin
- Jean-Paul Rouve
- Mathilde Seigner
- Audrey Tautou
- Guillaume De Tonquédec
- Gaspard Ulliel
- Jacques Weber
- Elsa Zylberstein
- Jérémy Ferrari
- Gemma Arterton
- Florent Peyre